# Capparis sarmentosa
Capparis sarmentosa är en kaprisväxtart som beskrevs av Allan Cunningham och George Bentham. Capparis sarmentosa ingår i släktet Capparis och familjen kaprisväxter. Inga underarter finns listade i Catalogue of Life.